# Dejarse la piel
Dejarse la piel es el título del quinto álbum de estudio de la banda española de heavy metal, Obús.

## Producción
El álbum se grabó en 1986 en los míticos Estudios Mediterráneo de Ibiza, dirigidos en aquel entonces por Vicente Romero "Mariscal". Contiene algunos de los temas que forman parte del repertorio clásico de la banda. Se extrajeron como sencillos los temas "Complaciente o cruel" y "Mentiroso", publicados en 1986 y "Crisis / Juicio final" publicado en 1987.

## Lista de canciones
| N.º | Título                                                                | Duración |  |
| 1.  | «Mentiroso» (Fructuoso "Fortu" Sánchez, María Frutos)                 | 4:12     |  |
| 2.  | «Crisis» (Francisco Laguna)                                           | 4:57     |  |
| 3.  | «Necesito Mas» (Fructuoso "Fortu" Sánchez, María Frutos)              | 3:53     |  |
| 4.  | «Juicio Final» (Francisco Laguna, Juan Luis Serrano)                  | 3:57     |  |
| 5.  | «Rómpelo» (Francisco Laguna, Juan Luis Serrano)                       | 3:50     |  |
| 6.  | «Cría Cuervos» (Francisco Laguna, Juan Luis Serrano)                  | 3:59     |  |
| 7.  | «Spain Is Different» (Fructuoso "Fortu" Sánchez)                      | 3:36     |  |
| 8.  | «El Cazador» (Francisco Laguna)                                       | 2:47     |  |
| 9.  | «Complaciente O Cruel» (Fructuoso "Fortu" Sánchez, Juan Luis Serrano) | 5:25     |  |
| 10. | «Sigue Corriendo» (Fructuoso "Fortu" Sánchez, María Frutos)           | 4:19     |  |

## Personal

### Técnicos
- Diseño –  Antonio Irún
- Ingeniero - Dennis Herman
- Fotografía - Julio Moya

### Músicos
- Fructuoso "Fortu" Sánchez - Voz
- Juan Luis Serrano - bajo eléctrico y coros
- Paco Laguna - guitarra eléctrica y coros
- Fernando Sánchez - batería y coros
- Fernando Sancho - Teclados